# Oldsmobile Fiesta
Fiesta ist die Modellbezeichnung eines 1953 in limitierter Auflage produzierten Luxus-Cabriolets des ehemaligen US-Automobilherstellers Oldsmobile (1897–2004), der seit 1908 zum General-Motors-Konzern (GM) gehört hatte, sowie der Kombi-Modelle dieser Marke zwischen 1957 und 1960.

## Das „Dream Car“

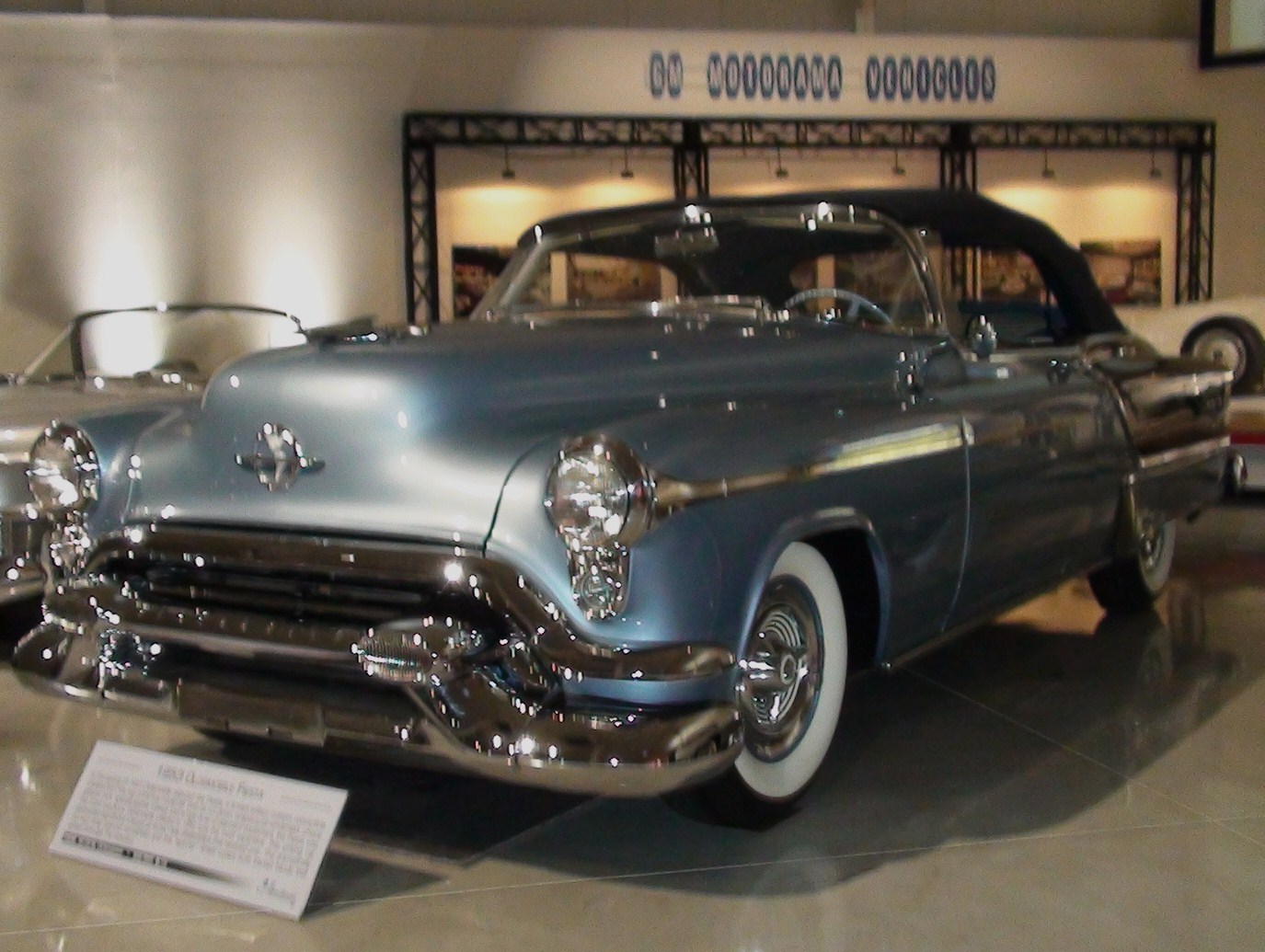
Oldsmobile Fiesta (1953) im GM Heritage Center.

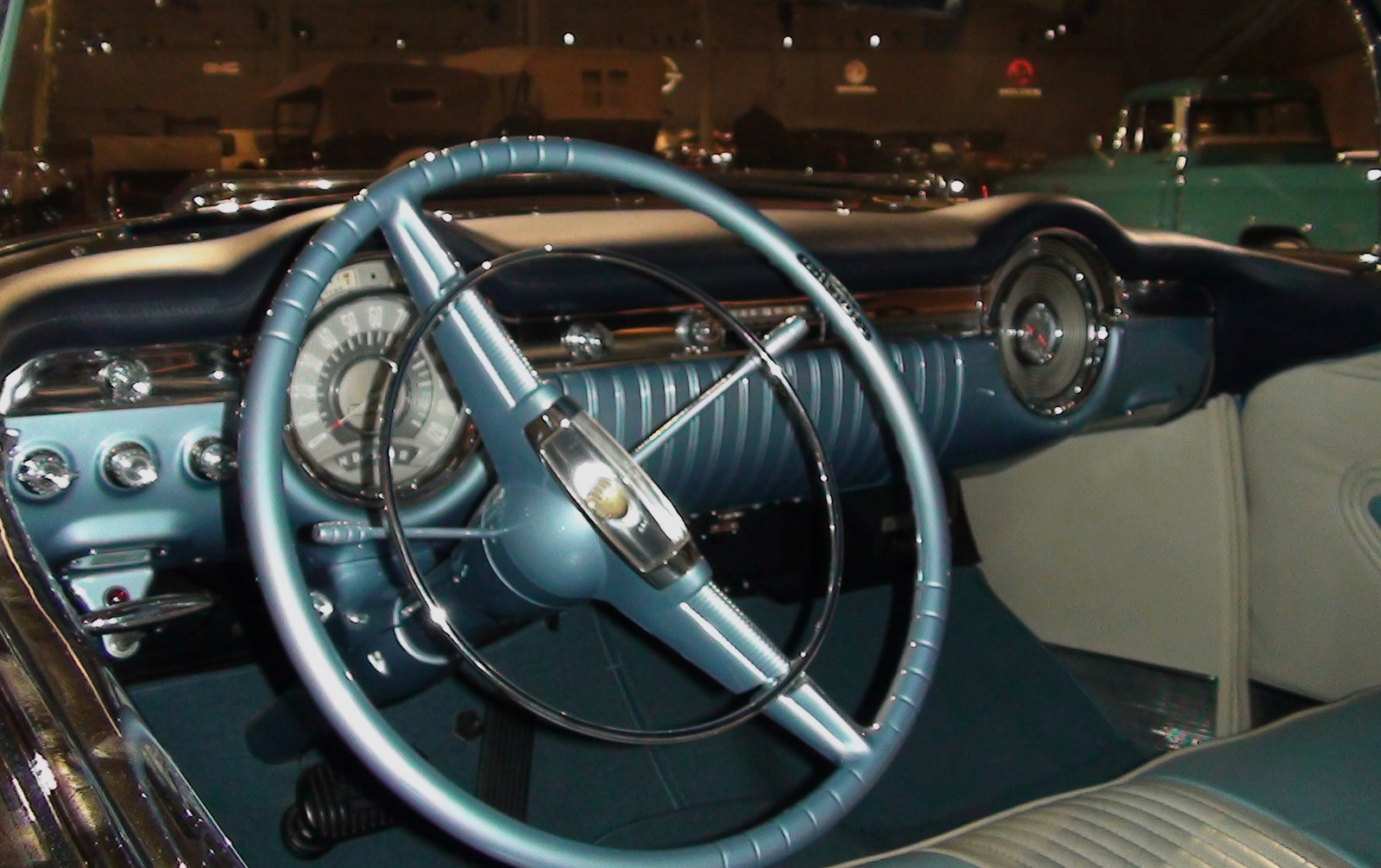
Das Armaturenbrett des Oldsmobile Fiestas entspricht weitgehend dem des Oldsmobile Starfires 98 desselben Jahrgangs

1953 stellten der unabhängige US-Automobilhersteller Packard sowie die zum GM-Konzern gehörenden US-Automarken Cadillac, Buick und Oldsmobile je ein in Kleinauflage gebautes Luxus-Cabriolet mit 5 bis 6 Sitzen vor: Den Packard Caribbean, den Cadillac Eldorado, den Buick Skylark und den Oldsmobile Fiesta. Alle hatten das jeweilige Standard-Cabriolet ihrer Marke als Basis. Weitere Gemeinsamkeiten waren eine abgeänderte Karosserie, eine besonders luxuriöse Ausstattung – und ein Preisschild, das sie den teuersten US-Automobilen dieser Zeit zuordnete.
Die drei GM-Modelle, aufgebaut auf der konzerneigenen C-Plattform („Full Size“), hatten als weitere Besonderheit erstmals eine in – wenn auch kleiner – Serie verwendete Panorama-Windschutzscheibe. Dies löste einen Design-Trend aus, der schließlich alle größeren US-Hersteller umfasste und bis Ende der 50er-Jahre anhielt.
Der Fiesta gelangte erst Mitte des Modelljahrs 1953 in den Verkauf. Technisch gesehen gehörte er der größeren der beiden Oldsmobile-Baureihen an, dem in der amerikanischen oberen Mittelklasse angesiedelten Ninety-Eight, auf dessen Fahrgestell samt Motor (eine Version des legendären 'Rocket'-V8 mit OHV-Ventilsteuerung) er aufgebaut war. Die Karosserie war vom Convertible dieser Baureihe abgeleitet. Zur Serienausstattung des Fiestas gehörten eine spezielle Leder-Innenausstattung, Hydramatic-Automatgetriebe, Servolenkung, Servobremsen, hydraulische Betätigung des Verdecks und der vorderen Sitzbank und Radkappen mit einem später oft kopierten Design.

### 1953 „Dream Cars“ und Oldsmobile Ninety-Eight Convertible im Vergleich
| Marke      | Modell       | Motor                   | Leistung HP/kW | Radstand in/mm | Gewicht lb/kg | Listenpreis | Prod. |
| ---------- | ------------ | ----------------------- | -------------- | -------------- | ------------- | ----------- | ----- |
| Packard    | Caribbean    | R8; 327.0 ci (5359 cm3) | 180 / 134.2    | 122.0 / 3099   | 4265 / 1935   | $ 5,210     | 750   |
| Cadillac   | Eldorado     | V8; 331.0 ci (5424 cm3) | 210 / 156.6    | 126.0 / 3200   | 4800 / 2177   | $ 7,750     | 532   |
| Buick      | Skylark      | V8; 322.0 ci (5277 cm3) | 188 / 140.2    | 121.5 / 3086   | 4315 / 1927   | $ 5,000     | 1'690 |
| Oldsmobile | Fiesta       | V8; 303.7 ci (4978 cm3) | 170 / 126.8    | 124.0 / 3129.6 | 4453 / 2020   | $ 5,717     | 458   |
| Oldsmobile | Ninety-Eight | V8; 303.7 ci (4978 cm3) | 170 / 126.8    | 124.0 / 3129.6 | 4119 / 1868   | $ 3,229     | 7521  |

Der Preisunterschied zwischen Oldsmobile Ninety-Eight und Fiesta ist frappant.
Oldsmobile produzierte den Fiesta nur ein Jahr lang. Der Buick Wildcat wurde nach 1954 eingestellt, der Packard Caribbean 1956. Im letzten Jahr gab es zusätzlich ein Hardtop Coupé. Auch der Cadillac Eldorado erhielt 1956 ein solches Coupé. Die Modellreihe wurde in acht Modellgenerationen bis 2002 gebaut und ist eine amerikanische Ikone geworden.

## Station Wagon (1957–1960)
Erstmals seit 1951 führte Oldsmobile für das Modelljahr 1957 wieder Kombi-Modelle im Programm. Diese 5-türigen, 6-sitzigen Station Wagon waren den kleineren Baureihen 88 und Super 88 vorbehalten und trugen bis 1960 die Zusatzbezeichnung Fiesta. Für das Topmodell Ninety-Eight gab es nie eine Kombi-Version.
Der Fiesta war ein solide gebautes Mittelklasse-Modell, das vor allem mit den Kombis von Mercury, Edsel (ab 1958), Dodge, DeSoto, Packard (1957-1958) oder dem Studebaker President (bis 1958) konkurrierte.
Eine dritte Sitzbank für zwei mit dem Rücken zur Fahrtrichtung sitzende Passagiere war für den Fiesta optional erhältlich.

### 1957
Im Einführungsjahr erschienen Oldsmobiles neue Kombis als Fiesta Station Wagon und Fiesta Hardtop Wagon, letzterer modisch ohne B-Säule analog dem 2- oder 4-türigen Holiday Sedan. Diese Karosserieform wurde von verschiedenen Herstellern angeboten, hielt sich aber nicht lange. Oldsmobile gab sie bereits nach dem Modelljahr 1958 wieder auf.
Während der Fiesta Station Wagon der einfacheren Golden Rocket 88-Baureihe vorbehalten blieb, gab es die Hardtop-Variante sowohl in dieser wie auch der gehobeneren Super-Version. Ausstattung und Motorisierung entsprachen während der ganzen Produktionszeit den anderen Varianten der entsprechenden Baureihe. Entsprechend wurde bei allen Modellen serienmäßig die aktuelle Ausgabe des hauseigenen V8-'Rocket'-Motors mit hängenden Ventilen eingebaut. Sie leistete aus 371,1 ci Hubraum (6082 cm3) 277 HP (207 kW). Als Option gab es eine höher verdichtete Version mit 300 HP (223,7 kW).
| Baujahr | Modellbezeichnung                           | Modell-Nr. | Listenpreis | Produktion |
| ------- | ------------------------------------------- | ---------- | ----------- | ---------- |
| 1957    | Golden Rocket 88 Fiesta Station Wagon       | 3693       | $ 3,202     | 5'032      |
| 1957    | Golden Rocket 88 Fiesta Hardtop Wagon       | 3695       | $ 3,313     | 5'767      |
| 1957    | Golden Rocket Super 88 Fiesta Hardtop Wagon | 3695SD     | $ 3,541     | 8'981      |

### 1958
Auch die Fiesta-Modelle folgten dem Facelift der übrigen Baureihen. Wuchtige Formen, Doppelscheinwerfer und eine mehr als großzügige Chromzier waren die Merkmale eines Designs, das viele Kunden als überladen empfanden. Leider traf dies gerade auf Oldsmobile noch mehr als auf die Schwestermarken zu. Heute sind Oldsmobile dieses Jahrgang gerade wegen dieser Opulenz gesuchte Sammlerstücke.
Der Fiesta blieb in den drei Varianten des Vorjahres im Programm, die Hardtop-Variante wurde allerdings zum letzten Mal angeboten.
| Baujahr | Modellbezeichnung               | Modell-Nr. | Listenpreis | Produktion |
| ------- | ------------------------------- | ---------- | ----------- | ---------- |
| 1958    | Dynamic 88 Fiesta Station Wagon | 3693       | $ 3,284     | 3'249      |
| 1958    | Super 88 Fiesta Hardtop Wagon   | 3695       | $ 3,395     | 3'323      |
| 1958    | Super 88 Fiesta Hardtop Wagon   | 3695SD     | $ 3,623     | 5'175      |

Motorenseitig ergaben sich einige Änderungen. Die dem Basismodell vorbehaltene Ausführung wurde in der Leistung auf 265 HP (197,6 kW) reduziert. Eine stärke Ausführung war auch nicht gegen Aufpreis erhältlich. Die Standard-Version für alle Super 88 und Ninety-Eight wuchtete 305 HP (227,4 kW) auf die Hinterachse. Wer noch mehr Leistung wünschte, konnte für diese Modellreihen gegen Aufpreis auf einen noch größeren V8 zurückgreifen. Er hatte 394 ci (6458 cm3) und leistete 312 HP (233 kW).

### 1959
In diesem Jahr erschien das letzte Design in der Verantwortung des langjährigen GM-Vizepräsidenten und Chefs der Designabteilung Art and Color, Harley Earl. Es trug mit seinen schlanken Linien und dem sparsamer eingesetzten Chrom bereits deutlich die Handschrift seines Nachfolgers Bill Mitchell. Noch wichtiger war aber die neue Bodengruppe für alle Konzernmarken.
Die gewaltige Anstrengung zur Rückkehr auf die Erfolgsstraße führte zu einigen völlig neuen Modellen wie dem Chevrolet El Camino, andererseits wurden auch Karosserie-Varianten aufgegeben. Zu ihnen gehörte der Hardtop Wagon, den auch Oldsmobile im Programm hatte.
Während andere Konzernmarken wie Buick oder Pontiac sogar ihre Modellnamen änderten, blieb man bei Oldsmobile (noch) bei der soeben eingeführten Namensgebung. Die kleinere Modellreihe sollte in den kommenden Jahren häufige Namensänderungen erfahren.
| Baujahr | Modellbezeichnung               | Modell-Nr. | Listenpreis | Produktion |
| ------- | ------------------------------- | ---------- | ----------- | ---------- |
| 1959    | Dynamic 88 Fiesta Station Wagon | 3235       | $ 3,365     | 11'298     |
| 1959    | Super 88 Fiesta Station Wagon   | 3535       | $ 3,669     | 7'015      |

Der einzig erhältliche Motor des Dynamics 88 war gegenüber dem Vorjahr geringfügig modifiziert. Die Leistung wurde nun mit 270 HP (201,3 kW) angegeben. Der Standard-Motor im Super 88 blieb bei 300 HP, der optionale größere Motor wies mit 315 HP (234,9 kW) gegenüber dem Vorjahr minimal mehr Leistung auf.

### 1960
GM kam nach dem außerplanmäßigen Modellwechsel des Vorjahres wieder in ruhigere Bahnen. Stilistisch musste – natürlich – ein Facelift ausreichen. Für die Oldsmobile-Kombis gab es eine Programmausweitung, die sich ohne großen Aufwand realisieren ließ: Zu den bisherigen 6-Sitzern kam je eine 8-plätzige Version mit rückwärts gerichteter dritter Sitzbank.
| Baujahr | Modellbezeichnung                        | Modell-Nr. | Listenpreis | Produktion |
| ------- | ---------------------------------------- | ---------- | ----------- | ---------- |
| 1960    | Dynamic 88 Fiesta Station Wagon, 6 pass. | 3235       | $ 3,363     | 8'834      |
| 1960    | Dynamic 88 Fiesta Station Wagon, 8 pass. | 3245       | $ 3,471     | 5'708      |
| 1960    | Dynamic 88 Fiesta Station Wagon, 6 pass. | 3235       | $ 3,665     | 3'765      |
| 1960    | Dynamic 88 Fiesta Station Wagon, 8 pass. | 3245       | $ 3,773     | 3475       |

Natürlich bot Oldsmobile auch nach 1960 Kombi-Modelle an – sogar mehr als zuvor, weil neue Baureihen hinzukamen. Der Name Fiesta wurde jedoch nicht wieder verwendet, bis ihn Ford für seinen erfolgreichen europäischen Kleinwagen wieder aufgriff.